# Llista de peixos del riu Purus
Aquesta llista de peixos del riu Purus -incompleta- inclou 26 espècies de peixos que es poden trobar al riu Purus.
| Ordre              | Família          | Espècie                     | Hàbitat      | Observacions | Imatge                 |
| Characiformes      | Anostomidae      | Rhytiodus elongatus         | Bentopelàgic | Nadiu        |                        |
| Siluriformes       | Callichthyidae   | Corydoras ourastigma        | Demersal     | Nadiu        |                        |
| Siluriformes       | Callichthyidae   | Corydoras pulcher           | Demersal     | Nadiu        |                        |
| Siluriformes       | Callichthyidae   | Corydoras robustus          | Demersal     | Nadiu        |                        |
| Siluriformes       | Callichthyidae   | Corydoras schwartzi         | Demersal     | Nadiu        | Corydoras schwartzi    |
| Characiformes      | Characidae       | Creagrutus occidaneus       | Bentopelàgic | Nadiu        |                        |
| Characiformes      | Characidae       | Iguanodectes polylepis      | Bentopelàgic | Nadiu        |                        |
| Characiformes      | Characidae       | Iguanodectes purusii        | Bentopelàgic | Nadiu        |                        |
| Characiformes      | Characidae       | Odontostilbe nareuda        | Bentopelàgic | Nadiu        |                        |
| Characiformes      | Characidae       | Petitella georgiae          | Pelàgic      | Nadiu        |                        |
| Characiformes      | Characidae       | Stethaprion crenatum        | Bentopelàgic | Nadiu        |                        |
| Perciformes        | Cichlidae        | Apistogramma acrensis       | Demersal     | Nadiu        |                        |
| Characiformes      | Ctenoluciidae    | Boulengerella maculata      | Pelàgic      | Nadiu        | Boulengerella maculata |
| Characiformes      | Curimatidae      | Curimatella alburna         | Bentopelàgic | Nadiu        |                        |
| Characiformes      | Curimatidae      | Curimatella meyeri          | Bentopelàgic | Nadiu        |                        |
| Characiformes      | Hemiodontidae    | Anodus elongatus            | Pelàgic      | Nadiu        | Anodus elongatus       |
| Siluriformes       | Heptapteridae    | Gladioglanis conquistador   | Demersal     | Nadiu        |                        |
| Siluriformes       | Loricariidae     | Crossoloricaria bahuaja     | Demersal     | Nadiu        |                        |
| Siluriformes       | Loricariidae     | Peckoltia brevis            | Demersal     | Nadiu        | Peckoltia brevis       |
| Siluriformes       | Loricariidae     | Planiloricaria cryptodon    | Demersal     | Nadiu        |                        |
| Siluriformes       | Loricariidae     | Pterygoplichthys punctatus  | Demersal     | Nadiu        |                        |
| Siluriformes       | Pimelodidae      | Brachyplatystoma capapretum | Bentopelàgic | Nadiu        |                        |
| Siluriformes       | Pimelodidae      | Cheirocerus goeldii         | Demersal     | Nadiu        |                        |
| Cyprinodontiformes | Rivulidae        | Aphyolebias boticarioi      | Bentopelàgic | Nadiu        |                        |
| Cyprinodontiformes | Rivulidae        | Moema apurinan              | Bentopelàgic | Nadiu        |                        |
| Siluriformes       | Trichomycteridae | Megalocentor echthrus       | Bentopelàgic | Nadiu        |                        |
| ------------------ | ---------------- | --------------------------- | ------------ | ------------ | ---------------------- |